# Kévin Bonnefoi

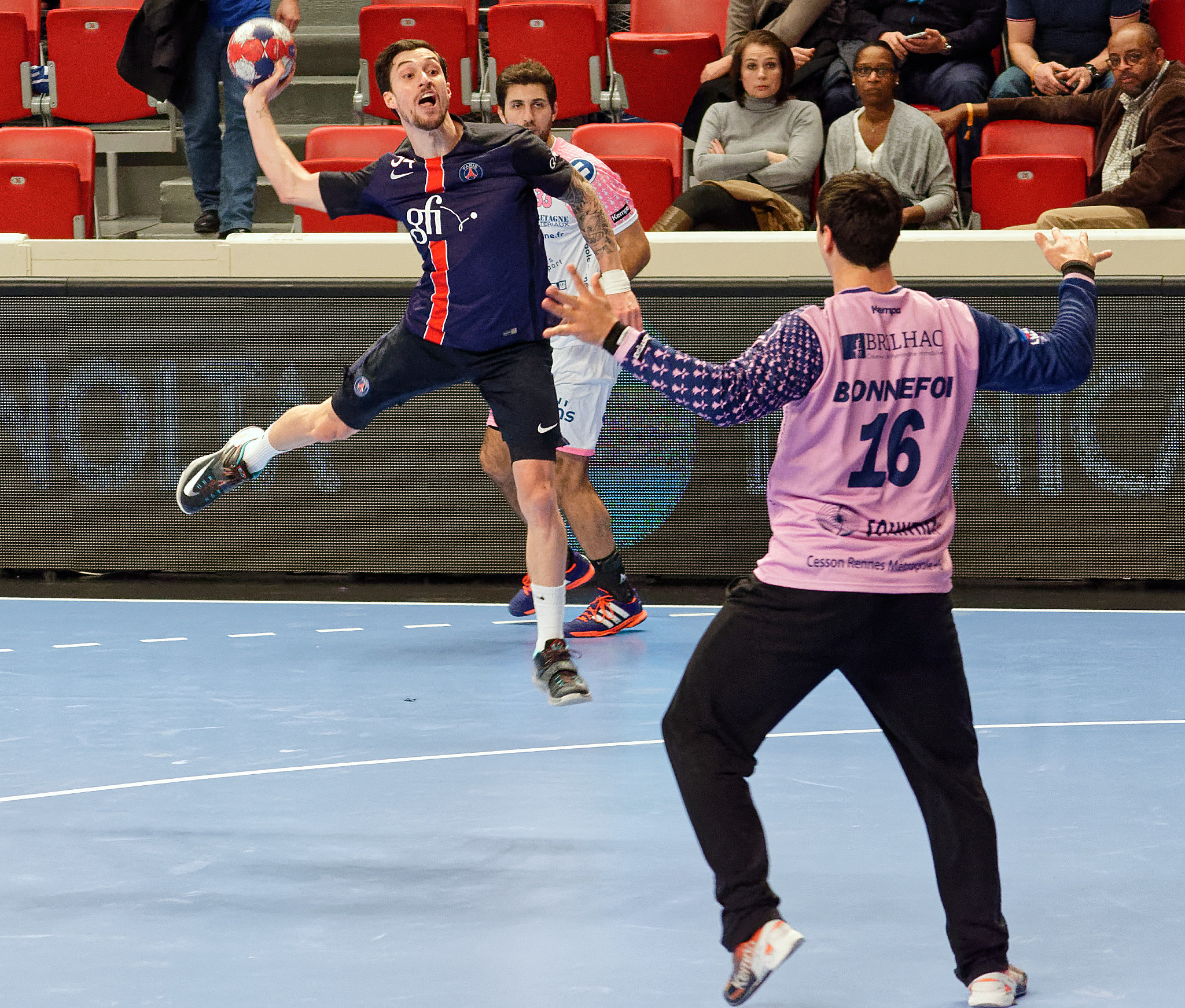
Kévin Bonnefoi essaye de s'interposer face à Samuel Honrubia, le 3 décembre 2015.

Kévin Bonnefoi, né le 3 décembre 1991 à Toulon, est un joueur français de handball. Il mesure 1,93 m et pèse 113 kg. Il évolue au poste de Gardien de but dans le club suisse du HC Kriens-Lucerne depuis 2023.

## Biographie
Formé à La Seyne Var Handball jusqu’en 2006, Kévin Bonnefoi rejoint le Pôle espoirs de Nice puis le centre de formation du Saint-Raphaël Var Handball où il joue deux matchs en D1.
Après une saison en prêt à Istres en ProD2 en 2012/2013, il retourne à Saint-Raphaël mais entre en concurrence avec Alexandre Demaille pour le poste de deuxième gardien derrière l'incontournable Slaviša Đukanović. Il signe alors au Cesson Rennes Métropole Handball comme doublure de Mickaël Robin. Il voit son temps de jeu nettement augmenter, profitant notamment de la grave blessure de Mickaël Robin, au point d'être élu meilleur gardien de but du Championnat de France en 2016 avec 273 arrêts à une moyenne de 33,50 %.
Si les saisons 2016/17 et 2017/18 sont un peu moins tranchantes, (189 arrêts à une moyenne de 33,10 % puis 208 arrêts à une moyenne de 32,05 %), il signe en mars 2018 un contrat de 4 ans avec le Montpellier Handball, avec la certitude d'être prêté la première saison en attendant le départ de Vincent Gérard pour le Paris Saint-Germain en 2019-2020.
Il débute ainsi la saison 2018/19 au Fenix Toulouse Handball, il rejoint finalement le Handball Club de Nantes à la fin de la trêve internationale pour pallier la blessure de Cyril Dumoulin qui s'est blessé lors du match pour la troisième place du Mondial. Aux côtes d'Arnaud Siffert, Bonnefoi joue ainsi ses premiers matchs en Ligue des champions.
De retour à Montpellier à l'été 2019, il se trouve en concurrence avec le croate Marin Šego, recruté pour être numéro 1, et le suisse Nikola Portner.

## Palmarès
- Finaliste de la Coupe de la Ligue en 2014

## Distinctions personnelles
- élu meilleur gardien de but du Championnat de France en 2016[7]